# Neomyia bimaculata
Neomyia bimaculata är en tvåvingeart som först beskrevs av Stein 1918.  Neomyia bimaculata ingår i släktet Neomyia och familjen husflugor. Inga underarter finns listade i Catalogue of Life.